# ویلاریکا
ویلاریکا (به اسپانیایی: Villarrica, Chile) یک بخش (کمون) در شیلی است که در استان کاتین واقع شده‌است.

## خصوصیات
ویلاریکا ۱٬۲۹۱٫۱ کیلومترمربع مساحت و ۴۹٬۱۸۴ نفر جمعیت دارد و ۲۲۷ متر بالاتر از سطح دریا واقع شده‌است.